# Liste der Kulturdenkmäler in Rieschweiler-Mühlbach
In der Liste der Kulturdenkmäler in Rieschweiler-Mühlbach sind alle Kulturdenkmäler der rheinland-pfälzischen Ortsgemeinde Rieschweiler-Mühlbach aufgeführt. Grundlage ist die Denkmalliste des Landes Rheinland-Pfalz (Stand: 14. Dezember 2023).

## Einzeldenkmäler
| Bezeichnung             | Lage                                                          | Baujahr                | Beschreibung | Bild                           |
| ----------------------- | ------------------------------------------------------------- | ---------------------- | --- | ------------------------------ |
| Rieschweilermühle       | Höhmühlbach, Bahnhofstraße 40, 41 Lage                        | ab 1747                | dreigeschossiger Putzbau, bezeichnet 1860, Nebengebäude, bezeichnet 1747, sowie jüngere Gebäude jenseits des Mühlgrabens             | weitere Bilder Fotos hochladen |
| Evangelische Kirche     | Höhmühlbach, Kirchenstraße 13 Lage                            | 1955                   | kleiner Sandsteinsaal, 1955 | weitere Bilder Fotos hochladen |
| Wohnhaus                | Höhmühlbach, Pirmasenser Straße 29 Lage                       | 18. Jahrhundert        | Krüppelwalmdachbau, 18. Jahrhundert                                                                                                  | weitere Bilder Fotos hochladen |
| Kriegerdenkmal          | Höhmühlbach, östlich des Ortes an der K 15 beim Friedhof Lage |                        | Kriegerdenkmal 1914/18 | weitere Bilder Fotos hochladen |
| Quereinhaus             | Rieschweiler, Bahnhofstraße 1 Lage                            | 1880                   | Quereinhaus, bezeichnet 1880 | Fotos hochladen                |
| Hofanlage               | Rieschweiler, Bogenstraße 1 Lage                              | 1878                   | Streckhof, bezeichnet 1878 | Fotos hochladen                |
| Hofanlage               | Rieschweiler, Bogenstraße 2 Lage                              | spätes 18. Jahrhundert | Streckhof, spätes 18. Jahrhundert | BW                             |
| Evangelische Kirche     | Rieschweiler, Friedhofstraße 2 Lage                           | 1904/05                | neugotischer Sandsteinsaal, 1904/05; Gesamtanlage mit dem gesamten Kirchen- und Pfarrhausgelände                                     | weitere Bilder Fotos hochladen |
| Kriegerdenkmal          | Rieschweiler, Friedhofstraße, bei Nr. 2 Lage                  | 1924                   | Kriegerdenkmal 1914/18, Obelisk, bezeichnet 1924                                                                                     | weitere Bilder Fotos hochladen |
| Quereinhaus             | Rieschweiler, Hauptstraße 17 Lage                             | 1877                   | Quereinhaus, bezeichnet 1877 | weitere Bilder Fotos hochladen |
| Evangelisches Pfarrhaus | Rieschweiler, Hauptstraße 27 Lage                             | 1842                   | Walmdachbau, angeblich von 1842 | BW                             |
| Wohn- und Geschäftshaus | Rieschweiler, Hauptstraße 58 Lage                             | 1815                   | angeblich ehemaliges evangelisches Pfarrhaus; klassizistischer Putzbau, bezeichnet 1815, Ladeneinbau vom Anfang des 20. Jahrhunderts | weitere Bilder Fotos hochladen |
| Wohnhaus                | Rieschweiler, Hauptstraße 68 Lage                             | 1790                   | Wohnhaus, bezeichnet 1790 | Fotos hochladen                |